# Bad Homburg Open 2024
Bad Homburg Open 2024 a fost un turneu profesionist de tenis pentru femei, care s-a jucat pe terenuri de iarbă în aer liber la TC Bad Homburg din Bad Homburg, Germania, în perioada 23–29 iunie 2024. A fost a patra ediție a Bad Homburg Open și a fost clasificat ca eveniment WTA 500 pe Circuitul WTA 2024 (a trecut de la statutul WTA 250 în anii precedenți).

## Campioni

### Simplu
Pentru mai multe informații consultați Bad Homburg Open 2024 – Simplu

### Dublu
Pentru mai multe informații consultați Bad Homburg Open 2024 – Dublu

## Puncte și premii în bani

### Distribuția punctelor
| Probă  | Câștigător | Finalist | Semifinalist | Sfertfinalist | Runda 2 | Runda 1 | Q   | Q1  |
| Simplu | 500        | 325      | 195          | 108           | 60      | 1       | 25  | 1   |
| Dublu  | 500        | 325      | 195          | 108           | 1       | N/A     | N/A | N/A |

### Premii în bani
| Probă  | Câștigător | Finalist | Semifinalist | Sfertfinalist | Runda 2  | Runda 1 | Q1      |
| Simplu | 123.480 €  | 76.225 € | 44.526 €     | 23.445 €      | 12.625 € | 8.825 € | 4.345 € |
| Dublu* | 41.210 €   | 24.970 € | 14.290 €     | 7.400 €       | 4.470 €  | N/A     | N/A     |

*per echipă